# Bordena

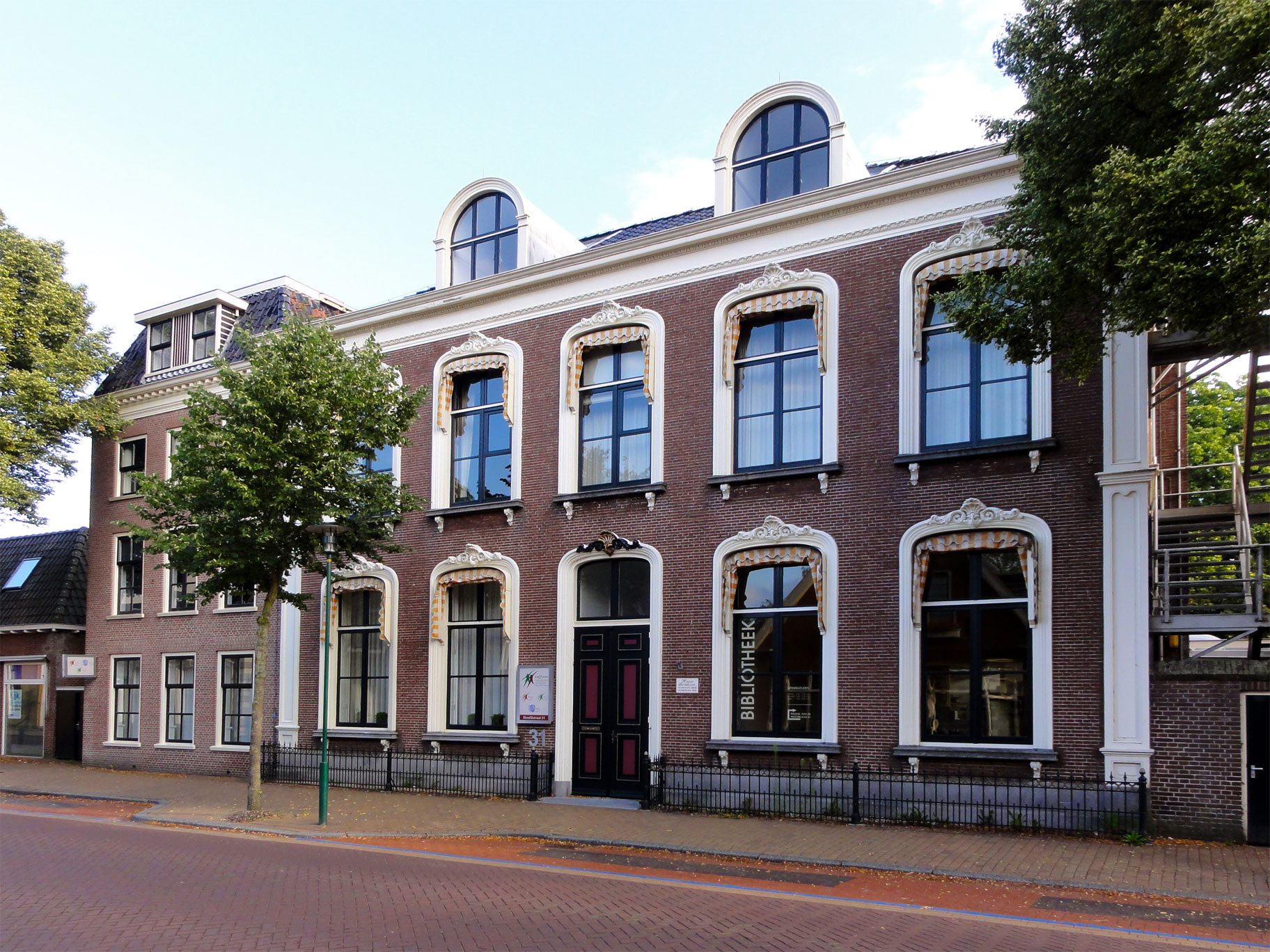
Bordena aan de Hoofdstraat 31 te Beetsterzwaag

Bordena is een monumentaal pand aan de Hoofdstraat 31 in de Friese plaats Beetsterzwaag.

## Geschiedenis

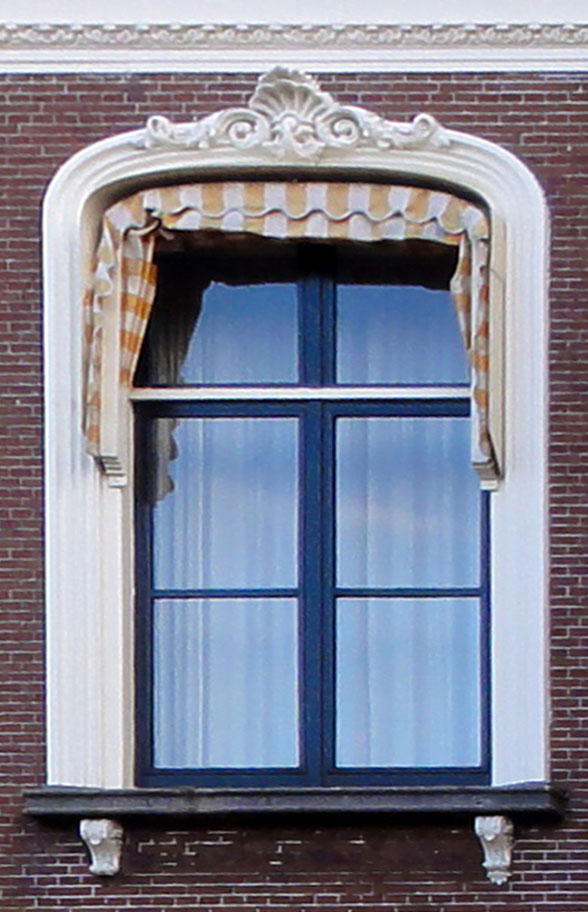
Vensteromlijsting Huize Bordena

Het huis is gebouwd in 1868 door de toenmalige burgemeester van Opsterland, de arts Joachimus Lunsingh Tonckens. Hij zou de bouw van de woning gefinancierd hebben uit een omstreden erfenis, die hij verkregen had van zijn buurfamilie, de grietman Saco van Teyens en zijn broer en zuster. Na het vertrek van Tonckens naar Den Haag kreeg het pand in 1895 een nieuwe bestemming als pastorie. Opvallend zijn gepleisterde hoeklisenen en eclectische vensteromlijstingen (zie afbeelding). In 1981 werd het huis verbouwd. Bordena is erkend als rijksmonument.